# 柳德扎河
柳德扎河（烏克蘭語：Люджа），是烏克蘭的河流，位於該國東北部，屬於博羅姆利亞河的左支流，發源自柳德扎東北面，流經蘇梅州，河口處在特羅斯佳涅茨東南面，河道全長15公里。